# Select Orchidaceous Plants
Select Orchidaceous Plants (abreviado Select Orchid. Pl.) es un libro con ilustraciones y descripciones botánicas que fue escrito por el botánico e ilustrador estadounidense Robert Warner y publicado en Londres en 3 series en los años 1862 hasta 1891.

## Publicaciones
- Serie n.º 1, 1862-1865;
- Serie n.º 2, 1865-1875;
- Serie n.º 3, 1877-1891